# Aguilar (casa editrice)
Aguilar è una casa editrice spagnola fondata a Madrid nel 1923 da Manuel Aguilar Muñoz.
La casa editrice venne fondata con un prestito concesso a Manuel Aguilar dal libraio e tipografo Juan Pueyo e il suo primo nome fu "M. Aguilar, editor", cambiato poi in "Aguilar, S.A. de Ediciones". Manuel Aguilar ne è stato direttore fino alla sua morte nel 1965, quando è stato sostituito dal nipote Carlos Aguilar González fino al 1986.
A partire dal 1946 l'attività della casa editrice si espanse all'America Latina, con la fondazione di una prima filiale a Buenos Aires. Negli anni settanta, Aguilar poteva contare sedi distaccate anche a Santiago del Cile, Città del Messico e Montevideo, ma nel decennio successivo la profonda crisi del mercato editoriale sudamericano la portò a ridimensionare notevolmente il proprio assetto.
Nel marzo 1986 l'editore venne acquisito dal gruppo editoriale Timón, diretto da Ignacio Cardenal, che si assunse i debiti accumulati durante la crisi in America latina. Nel 2014 la casa editrice Aguilar è entrata a fare parte della Penguin Random House Grupo Editorial, divisione in lingua spagnola della Penguin Random House.